# وزارة نوري السعيد السادسة
وزارة نوري السعيد السادسة أو الوزارة السعيدية السادسة هي الحكومة العراقية الحادية والثلاثون.
فور استقالة حكومة جميل المدفعي في 21 أيلول 1941، أوعزت السفارة البريطانية إلى الوصي عبد الإله أن يستدعي نوري السعيد، الذي كان يشغل منصب وزير العراق المفوض في القاهرة، لتشكيل الوزارة الجديدة، ، فكلف نوري السعيد في 9 تشرين الأول 1941 بتشكيل الوزارة، وبدأ باختيار أعضاء وزارته.
استقالت الحكومة في 3 تشرين الأول 1942، وتشكلت بعدها وزارة نوري السعيد السابعة

## التشكيلة الوزارية
تكونت الوزارة من الوزراء أدناه:
- رئيس الوزراء ووزير الدفاع: نوري السعيد
- وزير الداخلية: صالح جبر
- وزير المالية: علي ممتاز الدفتري
- وزير العدلية: صادق البصام استقال في 9 شباط 1942 فعين مكانه داود الحيدري[3]
- وزير المعارف: تحسين علي
- وزير المواصلات والأشغال: محمد أمين زكي، قدم استقالته في 31 كانون الثاني 1942، فقبلت في 9 شباط 1942 وعين عبد المهدي المنتفكي وزيرا بالأصالة.[3]
- وزير الشؤون الاجتماعية: جمال رشيد بابان
- وزير الاقتصاد: عبد المهدي المنتفكي بالأصالة ثم بالوكالة بعد شغله منصب وزير المواصلات والأشغال

أما منصب وزير الخارجية فظل مشغولا بالوكالة، وقد شغله على فترات قصيرة كل من صالح جبر ثم عبد الله الدملوجي ثم داود الحيدري ثم نوري السعيد.